# Camarillas
Camarillas ist ein Ort und eine Gemeinde (municipio) mit 120 Einwohnern (Stand: 2024) im Zentrum der Provinz Teruel in der Autonomen Region Aragonien im östlichen Zentralspanien. 

## Lage und Klima
Der Ort Camarillas liegt im Süden des Iberischen Gebirges etwa 42 Kilometer (Fahrtstrecke) nordnordöstlich der Stadt Teruel in einer Höhe von ca. 1315 m. Das Klima ist gemäßigt bis warm; Regen (ca. 535 mm/Jahr) fällt übers Jahr verteilt.

## Bevölkerungsentwicklung
| Jahr      | 1970 | 1981 | 1991 | 2001 | 2011 | 2021 |
| Einwohner | 362  | 179  | 132  | 102  | 116  | 82   |

Die Mechanisierung der Landwirtschaft sowie die Aufgabe bäuerlicher Kleinbetriebe und der daraus resultierende Verlust an Arbeitsplätzen haben in der zweiten Hälfte des 20. Jahrhunderts zu einem deutlichen Bevölkerungsrückgang (Landflucht) geführt.

## Sehenswürdigkeiten

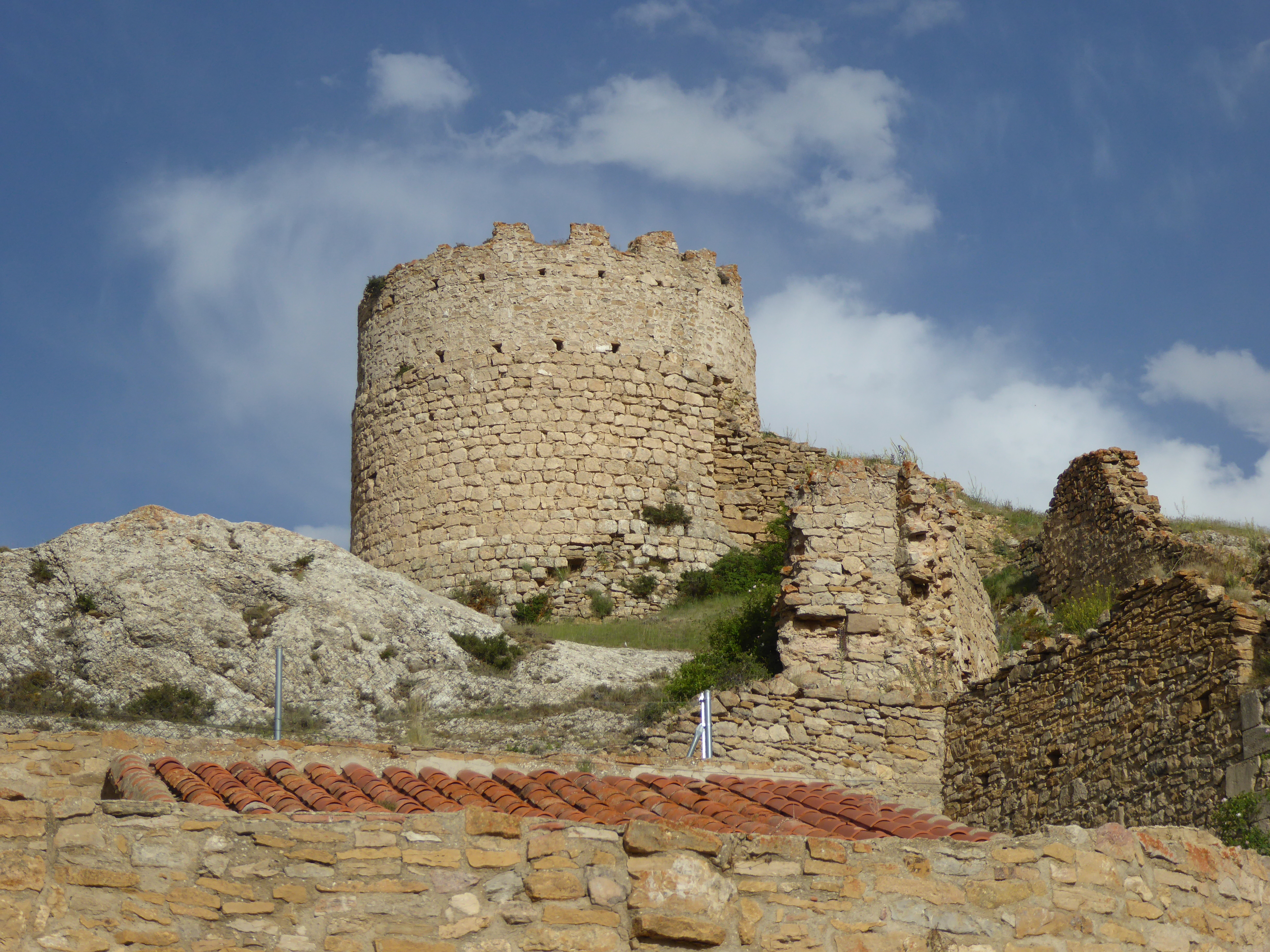
Burgruine
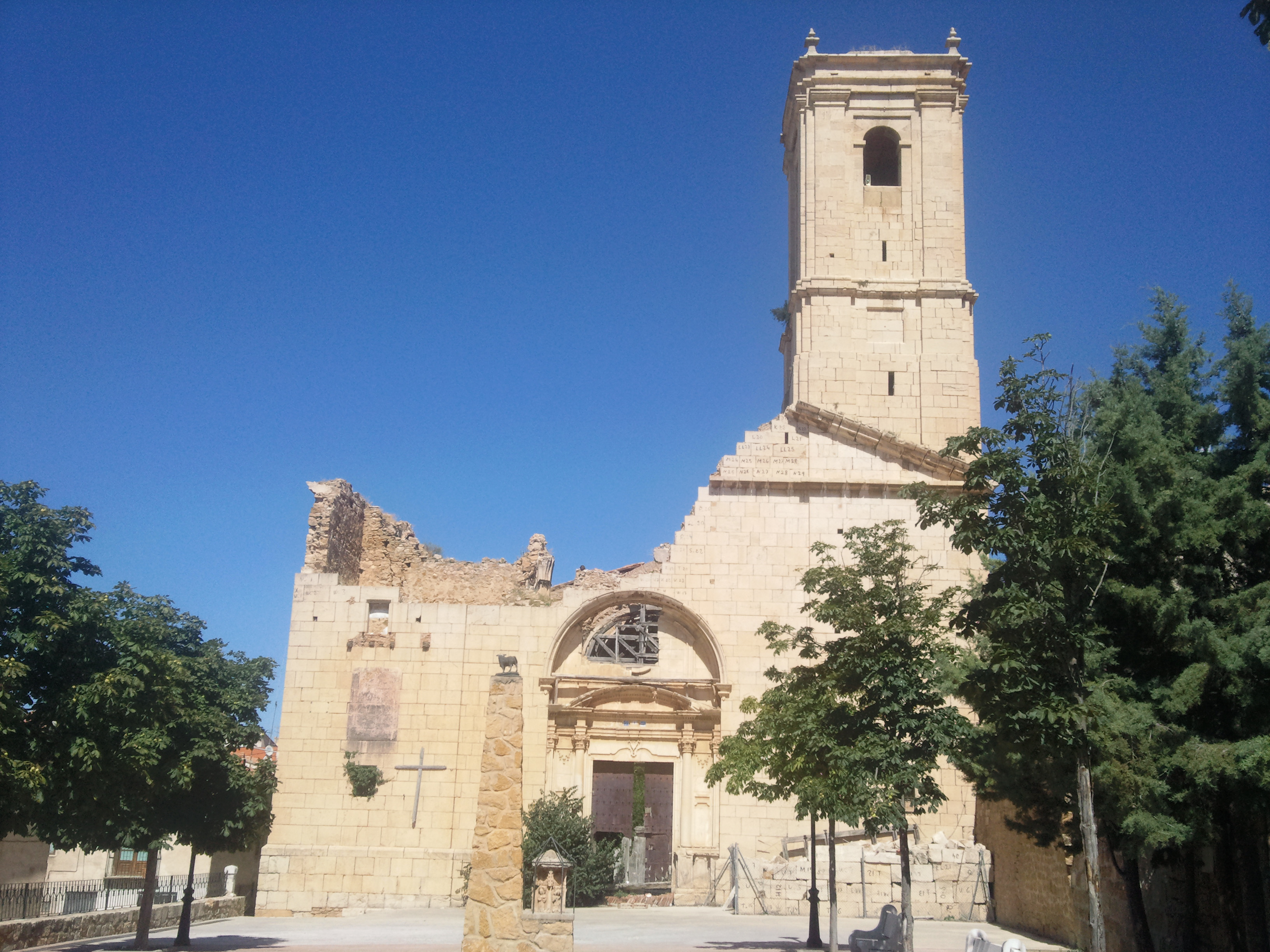
Marienkirche
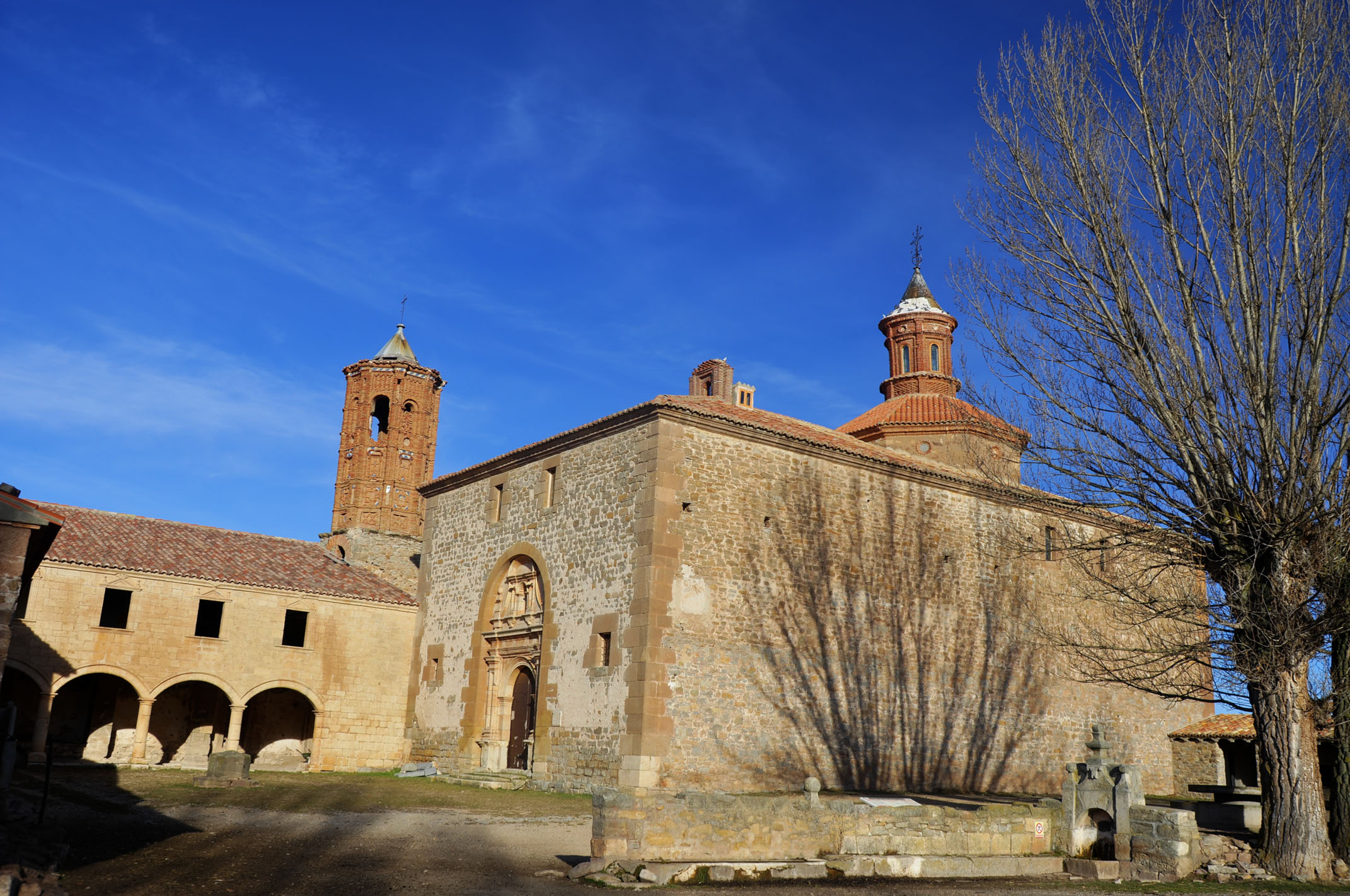
Wallfahrtskirche

- Burgruine
- Marienkirche
- Wallfahrtskirche

## Trivia
Nach dem Ort ist der Theropode (Dinosaurier) Camarillasaurus cirugedae benannt.